# Lasius emarginatus
Lasius emarginatus é uma espécie de insetos himenópteros, mais especificamente de formigas pertencente à família Formicidae.
A autoridade científica da espécie é Olivier, tendo sido descrita no ano de 1792.
Trata-se de uma espécie presente no território português.